# Mesterfinalen

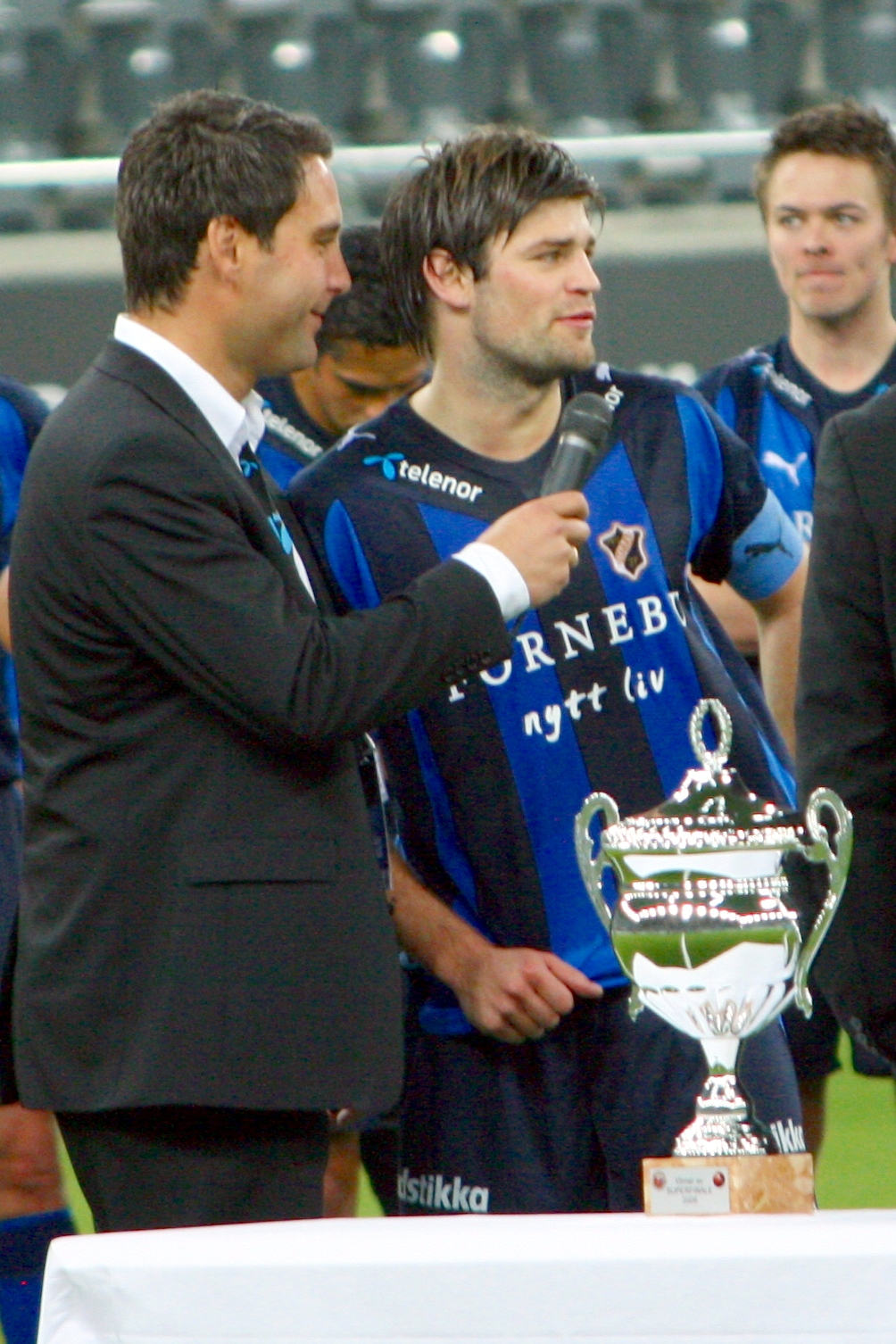
Stabæk aanvoerder Morten Skjønsberg met de beker in 2009

Mesterfinalen is een Noorse voetbalcompetitie die werd gespeeld tussen de winnaar van de Tippeligaen en de winnaar van de Beker van Noorwegen.
De wedstrijd wordt gezien als de start van het nieuwe Noorse voetbalseizoen. In 2009 werd de eerste wedstrijd als Superfinalen gespeeld en een jaar later de laatste. De wedstrijd was ingepland in een grootschaliger televisie-evenement met TV 2 voor UNICEF maar was commercieel gezien geen succes. In 2017 werd een nieuwe poging gedaan onder de naam UNICEF Mesterfinalen.

## Winnaars
| Jaar | Winnaar   | Uitslag | Finalist   | Stadion            | Toeschouwers |
| ---- | --------- | ------- | ---------- | ------------------ | ------------ |
| 2009 | Stabæk    | 3–1     | Vålerenga  | Telenor Arena      | 6.363        |
| 2010 | Rosenborg | 3–1     | Aalesund   | Color Line Stadion | 3.183        |
| 2017 | Rosenborg | 2–0     | Brann      | Brannstadion       | 10.681       |
| 2018 | Rosenborg | 1–0     | Lillestrøm | Åråsenstadion      | 4.295        |